# Sigmatomera maiae
Sigmatomera maiae är en tvåvingeart som först beskrevs av Alexander 1929.  Sigmatomera maiae ingår i släktet Sigmatomera och familjen småharkrankar. Inga underarter finns listade i Catalogue of Life.